# Nevado Parón

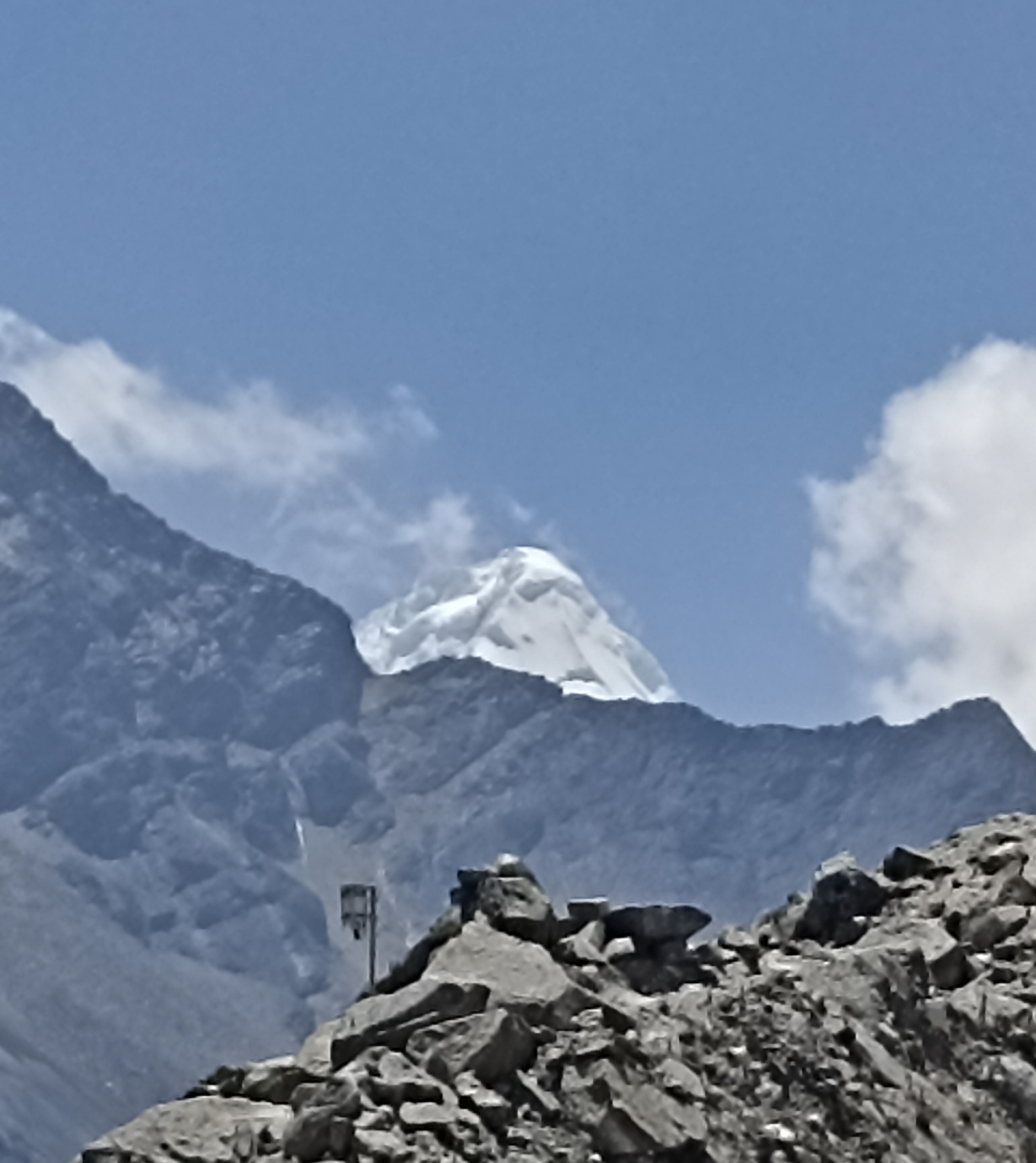
Pico del Nevado Parón

El nevado Parón, también conocido como nevado Paria, está ubicado en la Cordillera Blanca, dentro del Parque Nacional Huascarán, en la región de Áncash, provincia de Huaylas en Perú, tiene una altura de 5600m. Es un pequeño nevado, se encuentra al este del nevado Artesonraju, al norte Pirámide y al sur del nevado Millisraju, por el lado del glaciar y la laguna Parón a los que presta su nombre, presentándose con formas redondeadas de fácil acceso. No es el mismo caso en el lado contrario, hacia la laguna Artisón, donde tiene una inescalada y casi vertical pared.